# Iwan Fals
Iwan Fals (3 de septiembre de 1961 en Yakarta), conocido también por su verdadero nombre Virgiawan Listanto. Es un cantante y compositor indonesio. Ha publicado varias decenas de discos a ritmo de guitarra y como solista, principalmente en un material basado a un estilo sobre la influencia de Bob Dylan. Se lo considera un cantante popular en su país de origen, además se lo conoce como un observador social y cantante de protesta, aunque ha cantado muchas canciones sobre el amor y el romance. Está casado con su esposa llamada Rosanna, con tres hijos: Galang Rambu Anarki, Annisa Cikal Rambu Basae y Rayya Rambu Robbani. Su hijo mayor, Galang Rambu Anarki, falleció en abril de 1997, de asma, con la especulación de una sobredosis de morfina. Iwan Fals había escrito una canción titulada eponymously para él por su nacimiento en 1982. El orador estrella de la película de 1985, Kami Damai Sepanjang Hari, fue dirigido por el difunto Sophan Sophiaan.

## Discografía
- Canda Dalam Nada (1979)
- Perjalanan (1980)
- Sarjana Muda (1981)
- Opini (1982)
- Sumbang (1983)
- Barang Antik (1984)
- Sugali (1984)
- KPJ (Kelompok Penyanyi Jalanan) (1985)
- Sore Tugu Pancoran (1985)
- Aku Sayang Kamu (1986)
- Ethiopia(1986)
- Lancar (1987)
- Wakil Rakyat (1987)
- 1910 (1988)
- Antara Aku, Kau Dan Bekas Pacarmu (1988)
- Mata Dewa (1989)
- Swami I (1989)
- Kantata Takwa (1990)
- Cikal (1991)
- Swami II (1991)
- Belum Ada Judul (1992)
- Hijau (1992)
- Dalbo (1993)
- Anak Wayang (1994)
- Orang Gila (1994)
- Lagu Pemanjat (bersama Trahlor) (1996)
- Kantata Samsara (1998)
- Best Of The Best (2000)
- Suara Hati (2002)
- In Collaboration with (2003)
- Manusia Setengah Dewa (2004)
- In Love (2005)
- 50:50 (2007)

- Datos: Q5111684
- Multimedia: Iwan Fals / Q5111684